# Теотокис, Георгиос
Гео́ргиос Теото́кис (греч. Γεώργιος Θεοτόκης; 22 февраля 1844 — 12 января 1916) — греческий политический деятель конца XIX — начала XX века. В период с 1899 по 1909 год четыре раза занимал должность премьер-министра Греции.

## Биография
Был третьим сыном в семье Николаоса Теотокиса и Аделаиды Вентурас из Корфу. В 1861 году окончил юридический факультет Ионического университета. Продолжил обучение в Парижском университете, в котором в марте 1868 г. защитил докторскую диссертацию «О гарантиях по римскому и французскому праву».
Вернувшись на Корфу летом 1868 года, начал работать адвокатом, был сотрудником суда первой инстанции Корфу и Месолонгионе. В 1870—1871 годах около 13 месяцев жил в России.
Его участие в активной политике началось в 1872 году, когда он неудачно баллотировался на выборах в парламент.
В 1879 году он участвовал в муниципальных выборах и был избран эра Корфу, переизбран — в 1883 году. Основное внимание на этом посту уделил дорожному строительству и благоустройству.
В апреле 1885 года подал в отставку и начал свою парламентскую карьеру, представлял «Новую партию». В 1885—1890 годах — министр военно-морского флота, и одновременно в 1889—1890 годах — министр народного просвещения в кабинете Трикуписа. Улучшил финансирования флота, усовершенствовал его организационную структуру, увеличил срок службы, создал систему военно-морских училищ. Как министр просвещения инициировал реформу отрасли, чтобы сделать образование более современным.
В 1893—1893 и 1897 годах — министр внутренних дел Греции. После поражения «Новой партии» на выборах 1895 года Трикупис покинул пост лидера партии, в 1898 году на этот пост был избран Теотокис. На выборах в феврале 1899 года «Новая партия» получила значительное большинство. В апреле 1899 года Александрос Заимис вышел в отставку, вследствие избрания председателем парламента одного из сторонников Теотокиса, и Теотокис сформировал кабинет, просуществовавший до конца 1901 года и вышедший в отставку, несмотря на выраженное ему парламентом доверие, вследствие студенческих беспорядков, имевших характер протеста против патронируемого правительством, но вызвавшего недовольство духовенства нового перевода Евангелия на новогреческий язык, излишне, по мнению духовенства, вульгаризировавшего его.
На выборах 1903 года победили делианисты, однако сформированное им правительство получило крайне неустойчивую поддержку в парламенте (114 голосов против 95) и предпочло выйти в отставку, сформированный Теотокисом кабинет также оказался недолговечным, просуществовав месяц — с июня по июль 1903 года, однако в декабре того же года он вновь возглавил правительство.
В январе 1904 года он изложил палате свою программу, главным пунктом которой была реорганизация армии; для достижения этой цели урезались другие расходные статьи бюджета и вводились новые налоги на 5 млн драхм. Программа была принята, но в декабре 1904 года его кабинет был отправлен в отставку. В декабре 1905 года он в четвёртый раз сформировал кабинет, который немедленно распустил палату и на новых выборах (апрель 1906 года) получил значительное большинство. За четыре года он сумел добиться многих существенных результатов: были реорганизованы армия и флот с созданием новой структуры и появлением новых видов вооружений, усилилось участие Греции в Борьбе за Македонию. Также были приняты законы, направленные на улучшение государственного управления, содействие окончательному решению проблемы водоснабжения Афин и Пирея, созданию коммерческих и сельскохозяйственных школ, укреплению банковской сферы.
Его внук, Георгиос Раллис, премьер-министр Греции (1980—1981) поставил через много лет ему в вину две стратегические ошибки: первая — неспособность противостоять давлению европейских держав, что привело к поражению в Первой греко-турецкой войне (1897), вторая — невмешательство в конфликт короля Константина I и Элефтериоса Венизелоса, что привело к последующему национальному расколу.